# Unités de montagne de la Police nationale
Ne doit pas être confondu avec Unités de montagne de la Gendarmerie nationale.
Les compagnies républicaines de sécurité en montagne (CRS Montagne) sont des unités de la Police nationale spécialisées dans le secours en montagne. Il existe deux compagnies de ce type, couvrant les deux grands massifs métropolitains : la « CRS Alpes » située à Grenoble et disposant d'une section à Grenoble et de détachements à Albertville, Briançon et Nice et la « CRS Pyrénées » située à Lannemezan et disposant d'une section à Lannemezan et d'un détachement à Perpignan. Ces unités de police, dont certains des fonctionnaires ont la qualité d'officier de police judiciaire afin de mener les enquêtes relatives aux accidents en montagne, interviennent en alternance hebdomadaire avec les pelotons de gendarmerie de haute montagne dans la plupart des départements des massifs alpins et pyrénéens. Elles interviennent le plus souvent en hélicoptère EC145 de la sécurité civile (indicatif radio : Dragon).
Les CRS de montagne portent la coiffe traditionnelle des troupes de montagne, le béret de chasseur alpin, dans les années 1950 et 1960, puis à nouveau depuis 2019.

## Histoire

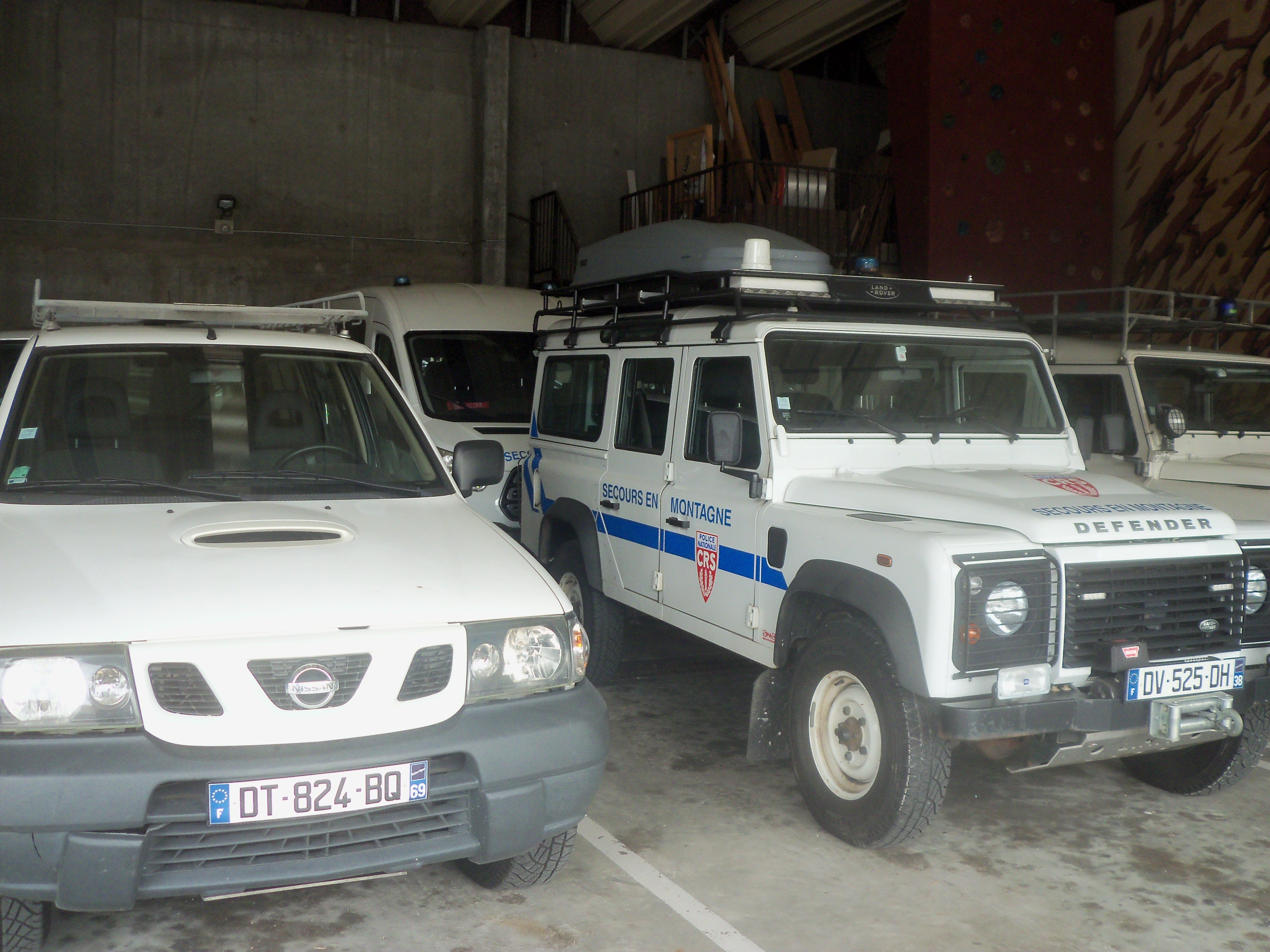
Véhicule d'intervention en zone montagneuse (Land Rover Defender).

Le 14 mars 1947, un détachement de la CRS de Grenoble intervient sur la zone du crash d'un avion Douglas DC-3 d'Air France écrasé à 2 300 mètres d'altitude dans le Vercors. La mémoire collective des CRS situe à cette date leur engouement pour le sauvetage en montagne. En juillet de la même année, la surveillance de la construction du barrage de Tignes sert d'entraînement à une section de la compagnie. À l'été 1948, des CRS sont formées dans le but de créer dans les Alpes et les Pyrénées les premières sections de montagne. Celle-ci ne seront officiellement mises en place qu'en 1957. Pourtant, les CRS créèrent le Centre national d’entraînement à l’alpinisme et au ski (CNEAS) le 4 janvier 1955 à Chamonix, qu’a dirigé Piguillem, l’inventeur du brancard portant son nom. Il s'agit de la plus ancienne école de sauvetage en montagne de France.

## Organisation

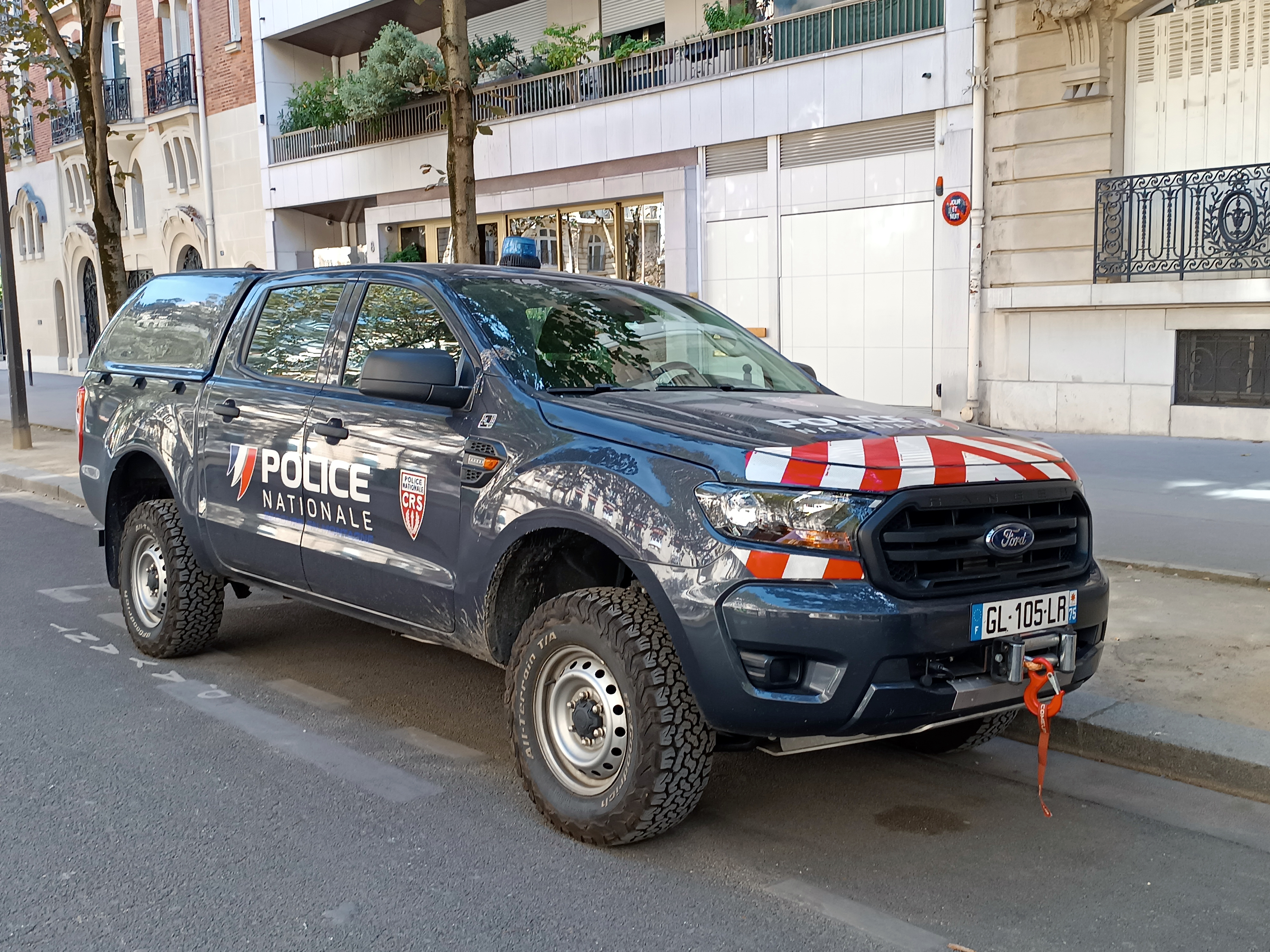
Ford Ranger d'une unité CRS de secours en montagne.

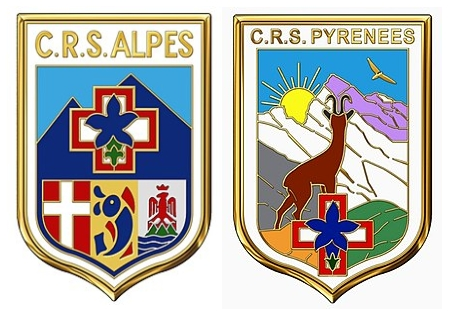
Insignes des CRS Alpes et Pyrénées.

Chacune des deux CRS Montagne est organisée en sections et détachements dont relèvent les unités de base : les postes de police et de sécurité en montagne (PPSM).
La CRS Alpes, située à Grenoble, comprend : 
- la section de Grenoble, qui intervient principalement en Isère et dans la Drôme. Elle est organisée autour des PPSM du Versoud, de La Bérarde et de l'Alpe d'Huez ;
- le détachement d'Albertville, situé au pied des grandes stations de sports d'hiver des départements de la Savoie. Il est organisé autour des PPSM de Courchevel et de Modane ;
- le détachement de Briançon, compétent dans les Hautes-Alpes, et notamment dans le massif des Écrins ;
- le détachement de Nice (Saint-Laurent-du-Var), compétent dans les Alpes-Maritimes, et notamment dans le massif du Mercantour. Il est organisé autour des PPSM de Saint-Martin-Vésubie et de Tende.

La CRS Pyrénées, située à Lannemezan, comprend :
- la section de Lannemezan, qui intervient dans les Hautes-Pyrénées et en Haute-Garonne. Elle est organisée autour des PPSM de Bagnères-de-Luchon, Saint-Lary-Soulan et Gavarnie ;
- le détachement de Perpignan, compétent dans les Pyrénées-Orientales. Il est organisé autour du PPSM de Bolquère.

Le Centre national d'entraînement à l'alpinisme et au ski (CNEAS), situé à Chamonix, a été créé le 3 janvier 1955. Le CNEAS est historiquement la première école au monde spécialisée dans la formation au secours en montagne. Consacré au départ à la formation des effectifs CRS, dont l'une des missions était la surveillance des frontières des massifs montagneux, ce centre s'est ensuite consacré à la formation des secouristes montagnards CRS. Ses missions se déclinent comme suit :
- sélection et formation initiale et continue des agents de montagne CRS ;
- formation des maîtres-chiens d’avalanche des CRS, des PGHM et de la Sécurité civile ;
- formation des services spécialisés de la Police nationale intervenant en hauteur (RAID, B.R.I.) ;
- formation des médecins des SAMU de montagne ;
- formation des moniteurs de secourisme ;
- coopération internationale ;
- soutien à l’activité opérationnelle des unités de montagne CRS.